# Joanna Mysona Byrska
Joanna Maria Mysona Byrska – polska filozof, dr hab. nauk humanistycznych, profesor uczelni Katedry Filozofii Społecznej i Polityki Wydziału Filozoficznego Uniwersytetu Papieskiego Jana Pawła II w Krakowie i Instytutu Socjologii i Pracy Socjalnej Wydziału Nauk Społecznych Uniwersytetu Papieskiego Jana Pawła II w Krakowie.

## Życiorys
W 1997 ukończyła studia filozoficzne w Papieskiej Akademii Teologicznej w Krakowie, 7 kwietnia 2005 obroniła pracę doktorską Demokratyczne państwo prawa i jego znaczenie dla człowieka w myśli Ernsta – Wolfganga Böckenfördego, 22 kwietnia 2013 habilitowała się na podstawie pracy zatytułowanej Etyczne aspekty demokracji.
Została zatrudniona na stanowisku adiunkta w Katedrze Etyki na Wydziale Filozoficznym Uniwersytetu Papieskiego Jana Pawła II w Krakowie.
Jest profesorem uczelni w Instytucie Socjologii i Pracy Socjalnej na Wydziale Nauk Społecznych Uniwersytetu Papieskiego Jana Pawła II w Krakowie i w Katedrze Filozofii Społecznej i Polityki na Wydziale Filozoficznym Uniwersytetu Papieskiego Jana Pawła II w Krakowie.
Awansowała na stanowisko kierownika w Katedrze Filozofii Społecznej i Polityki na Wydziale Filozoficznym Uniwersytetu Papieskiego Jana Pawła II w Krakowie.